# Sweetheart of the Rodeo
Sweetheart of the Rodeo ist das sechste Studioalbum der US-amerikanischen Folk-Rock-Band The Byrds; ihr 7. Album insgesamt. Es erschien am 29. Juli 1968 bei Columbia Records. In den Vereinigten Staaten erreichte das Album Platz 77 der Pop-Charts. Trotz der eher enttäuschenden Verkaufszahlen des Albums gilt Sweetheart of the Rodeo als eines der einflussreichsten Alben der Rockgeschichte, da es ein ganzes Genre, den Country-Rock, einer breiten Masse bekannt machte.
Zwar hatten die Byrds schon auf Younger Than Yesterday und The Notorious Byrd Brothers Elemente des Country in ihre Musik eingebracht, doch weit sparsamer als auf Sweetheart of the Rodeo, weshalb dieses als erstes Country-Rock-Album der Band (und eines der ersten überhaupt) in die Musikgeschichte einging. Heute gilt das Album als ein Rockklassiker, so erreichte es auf der 2003 vom Rolling Stone zusammengestellten Liste der 500 besten Alben aller Zeiten Platz 119.

## Vorgeschichte
In den sechziger Jahren war die Kluft zwischen Country und Rock unüberbrückbar geworden. Es kam einer Sensation gleich, als Bob Dylan, der bereits 1966 in Nashville mit lokalen Session-Musikern sein Album Blonde on Blonde eingespielt hatte, Ende 1967 mit John Wesley Harding ein Album produzierte, das deutliche Country-Elemente aufwies. In Kalifornien war in diesen Jahren ebenfalls eine Szene mit Country-begeisterten Rockmusikern entstanden. So veröffentlichte im September 1967 die International Submarine Band um den langhaarigen und hippiehaft auftretenden Country-Musiker Gram Parsons die LP Safe at Home, die bereits alle Merkmale des Country-Rocks erfüllte, aber weitgehend unbeachtet blieb.

## Entstehungsgeschichte
Nachdem Michael Clarke und David Crosby 1967 die Byrds verlassen hatten, blieben Roger McGuinn und Chris Hillman die einzigen beiden Mitglieder der Band. Hillman, dessen musikalische Einflüsse vor allem aus dem Country kamen, gelang es Anfang 1968, Gram Parsons in die Band einzuschleusen.
McGuinn hatte ursprünglich die Idee, ein Doppelalbum einzuspielen, das die Musikhistorie der USA von Hillbilly über Bluegrass bis hin zur elektronischen Spacemusic in chronologischer Reihenfolge darstellt. Man begab sich nach Nashville, wo die Band auf Parsons Empfehlung durch lokale Session-Musiker ergänzt wurde. Von diesem Moment an bestanden die Byrds praktisch nur noch aus Country-Musikern und einem isolierten Roger McGuinn. Der erste Teil der Doppel-LP wurde unter Parsons Führung in Nashville fertiggestellt, der zweite, elektronisch ausgerichtete, sollte in Los Angeles produziert werden. Dazu kam es nicht mehr. Parsons stieg unmittelbar vor einer Südafrika-Tournee aus. Die Band musste ohne ihren musikalischen Kopf die Konzerte bestreiten und zerbrach fast an dieser Aufgabe. An eine Fertigstellung der zweiten Hälfte des Doppelalbums war nicht mehr zu denken.
Die Plattenfirma veröffentlichte die fertiggestellten Songs als Album mit dem Namen Sweetheart of the Rodeo. Das Cover wurde einem Versandhauskatalog für Cowboy-Artikel aus dem Jahr 1937 entnommen. Aufgrund von Vertragsstreitigkeiten mit Lee Hazlewood, dem Rechteinhaber des „International Submarine Band“-Materials, wurden die Beiträge Gram Parsons nachträglich reduziert. Nur zwei seiner Songs, Hickory Wind und One Hundred Years From Now, wurden berücksichtigt. Hickory Wind gilt als Höhepunkt des Albums.

## Singles
Trotz der schlechten Verkaufszahlen koppelte Columbia Records zwei Singles von Sweetheart of the Rodeo aus. You Ain’t Going Nowhere erschien am 2. April, noch vor Veröffentlichung des Albums. Der Song erreichte seinen Höhepunkt auf Platz 74 der amerikanischen Single-Charts. Die B-Seite Artificial Energy stammte von dem vorigen Byrds-Album The Notorious Byrd Brothers. Am 2. September kam dann I Am a Pilgrim/Pretty Boy Floyd auf den Markt, das die Charts nicht erreichte.

## Titelliste

### A-Seite
1. You Ain’t Going Nowhere (Bob Dylan) – 2:38
2. I Am a Pilgrim (Traditional; Arrangement: Chris Hillman/Roger McGuinn) – 3:42
3. The Christian Life (Charles Louvin/Ira Louvin) – 2:33 (Originalversion von den Louvin Brothers)
4. You Don’t Miss Your Water (William Bell) – 3:51
5. You’re Still on My Mind (Luke McDaniel) – 2:26
6. Pretty Boy Floyd (Woody Guthrie) – 2:37

### B-Seite
1. Hickory Wind (Gram Parsons/Bob Buchanan) – 3:34
2. One Hundred Years From Now (Gram Parsons) – 2:43
3. Blue Canadian Rockies (Cindy Walker) – 2:05
4. Life in Prison (Merle Haggard/J. Sanders) – 2:47
5. Nothing Was Delivered (Bob Dylan) – 3:34

### Wiederveröffentlichung
Am 25. März 1997 veröffentlichte Columbia das Album auf CD mit folgenden Bonustracks:
1. You Got a Reputation (Tim Hardin) – 3:08
2. Lazy Days (Gram Parsons) – 3:26
3. Pretty Polly (Chris Hillman/Roger McGuinn) – 2:53
4. The Christian Life (Charles Louvin/Ira Louvin) – 2:55 (alternative Version)
5. Life in Prison (Merle Haggard/J. Sanders) – 2:58 (alternative Version)
6. You’re Still on My Mind (Luke McDaniel) – 2:29 (alternative Version)
7. One Hundred Years From Now (Gram Parsons) – 3:20 (alternative Version)
8. All I Have Is Memories (E.D. Hewitt, R.J. Ledford) – 2:49 (Instrumental)